# توم هودسون
توم هودسون هو رسام كندي، ولد في 5 يونيو 1924 في تورونتو في كندا، وتوفي في 27 فبراير 2006 بسبب مرض آلزهايمر.

## وصلات خارجية
- توم هودسون على موقع أوليمبيديا (الإنجليزية)